# Línea I (EMT Madrid)
La línea I de la empresa municipal de autobuses de Madrid fue una línea universitaria que unía la Ciudad Universitaria de Madrid con el Campus de Somosaguas de la Universidad Complutense de Madrid. El lunes 23 de septiembre de 2013 dejó de prestar servicio por orden del Consorcio Regional de Transportes de Madrid.

## Características
Al igual que las líneas A y H, esta era una línea que salía del término municipal de Madrid para dar servicio a este campus, que se encuentra en Pozuelo de Alarcón, sin embargo, no tenía el carácter de línea rápida que tienen las líneas A y H, puesto que atravesaba la urbanización Rosa Luxemburgo de Aravaca, a la que también prestaba servicio.
La línea empezó su historia como una línea universitaria Cuatro Caminos - Somosaguas, que tras la apertura del tramo de línea 6 de metro entre Cuatro Caminos y Ciudad Universitaria vio recortado su recorrido a la Ciudad Universitaria, siendo desde entonces una línea que conectaba ambos campus universitarios. Además, en su historia vio cambiado el paso por el casco histórico de Aravaca para servir a la urbanización Rosa Luxemburgo en su trayecto entre ambos campus.

### Frecuencias
| Lunes a viernes laborables            |                |
| de 8:00 a 9:00                        | cada 11-15 min |
| de 9:00 a 20:00                       | cada 11-13 min |
| de 20:00 a 22:00                      | cada 13-18 min |
| Sábados y festivos no presta servicio |                |

## Recorrido y paradas

### Sentido Campus de Somosaguas
La línea I empezaba su recorrido en la Avenida Complutense junto al Vicerrectorado de Alumnos y frente al acceso de la estación de Ciudad Universitaria. Desde este punto salía en dirección a la glorieta del Cardenal Cisneros, donde se desviaba hacia la derecha tomando la A-6.
A partir de este punto, la línea circulaba por la A-6 dando servicio a las facultades de Geografía e Historia y Veterinaria y, pasado el río Manzanares, la Colonia Camarines a través de una pasarela peatonal sobre la autovía.
En la salida 8 de la autovía, se desviaba hacia la Carretera de Castilla, por la que circulaba hasta la primera salida, donde se dirigía hacia la urbanización Rosa de Luxemburgo de Aravaca.
Dentro de la urbanización circulaba por la calle Arroyo de Pozuelo hasta la Glorieta del Río Záncara, donde se incorporaba a la Carretera de Húmera (M-508), por la cual salía de Aravaca en dirección al Campus de Somosaguas, donde tenía dos paradas, una en la Avenida de Húmera y otra dentro del campus junto al aparcamiento.
| Parada                                    | Ubicación                  | Común con | Conexiones           | Municipio          |
| ----------------------------------------- | -------------------------- | --- | -------------------- | ------------------ |
| 5142 AV. COMPLUTENSE-CIUDAD UNIVERSITARIA | Avda. Complutense, 1       | | Ciudad Universitaria | Madrid             |
| 1332 AV. PUERTA DE HIERRO-AGRÓNOMOS       | Avda. Puerta de Hierro, 4  | 83 133 162 601 621 622 623 624 625 627 628 629 641 642 643 651 651A 652 653 654 655 656 656A 657 657A 658                  |                      | Madrid             |
| 1334 AV. PUERTA DE HIERRO-PALACIO MONCLOA | Avda. Puerta de Hierro, 6  | 83 133 162 601 621 622 623 624 625 627 628 629 651 651A 652 653 654 655 656 656A 657 657A 658                              |                      | Madrid             |
| 1336 AV. PUERTA DE HIERRO-FILOSOFÍA B     | Avda. Puerta de Hierro, 8  | 83 133 162 601 651 651A 652 653 654 655 656 656A 657 657A 658                                                              |                      | Madrid             |
| 1338 FACULTAD DE VETERINARIA              | Avda. Puerta de Hierro, 10 | 83 133 162 601 621 622 623 624 625 627 628 629 641 642 643 651 651A 652 653 654 655 656 656A 657 657A 658 661 661A 662 664 |                      | Madrid             |
| 4308 AV. PADRE HUIDOBRO-PTE. SAN FERNANDO | Avda. Padre Huidobro, s/n  | 162 |                      | Madrid             |
| 4309 AV. PADRE HUIDOBRO-ARGENTONA         | Avda. Padre Huidobro, s/n  | 162 651A 658 |                      | Madrid             |
| 3450 COLEGIO ROSALES-FUENTE DEL REY       | Ctra. de Castilla, 12      | 161 658 |                      | Madrid             |
| 3429 ARROYO POZUELO-ACEBUCHE              | Arroyo Pozuelo, 11         | 160 658 |                      | Madrid             |
| 3431 ARROYO POZUELO-MENTA                 | Arroyo Pozuelo, 31         | 160 658 |                      | Madrid             |
| 3433 ARROYO POZUELO-OLIVINO               | Arroyo Pozuelo, 61         | 160 658 |                      | Madrid             |
| 3600 ARROYO POZUELO-GTA. RÍO ZÁNCARA      | Arroyo Pozuelo, 79         | 160 658 |                      | Madrid             |
| 4800 CTRA. HÚMERA A ARAVACA-RÍO NELA      | Ctra. de Húmera, s/n       | 657 657A |                      | Madrid             |
| 4799 CTRA. HÚMERA A ARAVACA-AV. TALGO     | Ctra. de Húmera, 163       | 657 657A |                      | Madrid             |
| 4296 CTRA. HÚMERA A POZUELO (HÚMERA)      | Avda. de Húmera, 11        | A H 561A 563 |                      | Pozuelo de Alarcón |
| 4299 CAMPUS SOMOSAGUAS-APARCAMIENTO       | Avda. de Húmera, 11        | A H | Campus de Somosaguas | Pozuelo de Alarcón |

### Sentido Ciudad Universitaria
La línea empezaba su recorrido de vuelta junto al aparcamiento del campus de Somosaguas, con una parada frente a la Facultad de Políticas y Sociología antes de salir del recinto por la carretera de Húmera a Aravaca (M-508). Por esta carretera llegaba a la Glorieta del Río Záncara dentro de la urbanización Rosa de Luxemburgo de Aravaca, donde abandonaba esta carretera girando a la derecha.
Dentro de la urbanización circulaba por la calle Arroyo de Pozuelo hasta el principio de esta calle, donde tomaba la calle Fuente del Rey en dirección a la Carretera de Castilla (M-500).
Circulaba por esta carretera hacia el norte incorporándose al final a la A-6, por la que circulaba dando servicio a la Colonia Camarines, la Facultad de Veterinaria y la Escuela de Estadística, hasta llegar a la salida 5, que tomaba en dirección a la Ciudad Universitaria entrando a la misma por la calle Profesor Aranguren.
Al final de esta calle giraba a la derecha por la Avenida Complutense, donde acababa su recorrido junto al Vicerrectorado de Alumnos y frente al acceso de la estación de Ciudad Universitaria.
| Parada                                       | Ubicación                 | Común con                                                                                     | Conexiones           | Municipio          |
| -------------------------------------------- | ------------------------- | --------------------------------------------------------------------------------------------- | -------------------- | ------------------ |
| 4299 CAMPUS SOMOSAGUAS-APARCAMIENTO          | Avda. de Húmera, 11       | A H                                                                                           | Campus de Somosaguas | Pozuelo de Alarcón |
| 4067 FACULTADES DE POLÍTICAS Y SOCIOLOGÍA    | Avda. de Húmera, 11       | A H                                                                                           |                      | Pozuelo de Alarcón |
| 4798 CTRA. HÚMERA A ARAVACA-VALLE DE PAS     | Ctra. de Húmera, 163      | 657 657A                                                                                      |                      | Madrid             |
| 3438 CTRA. HÚMERA A ARAVACA-GTA. RÍO ZÁNCARA | Ctra. de Húmera, 161      | 657 657A                                                                                      |                      | Madrid             |
| 3434 ARROYO POZUELO-HINOJO                   | Arroyo Pozuelo, 61        | 160 658                                                                                       |                      | Madrid             |
| 3432 ARROYO POZUELO-ANÍS                     | Arroyo Pozuelo, 31        | 160 658                                                                                       |                      | Madrid             |
| 3430 ARROYO POZUELO-ALCORNOQUE               | Arroyo Pozuelo, 11        | 160 658                                                                                       |                      | Madrid             |
| 3451 CTRA. CASTILLA-Pº LA RINCONADA          | Ctra. de Castilla, 12     | 161 658                                                                                       |                      | Madrid             |
| 4311 AV. PADRE HUIDOBRO-CAMARINES            | Avda. Padre Huidobro, s/n | 162 621 622 623 624 625 627 628 629 651 651A 652 653 654 655 656 656A 657 657A 658            |                      | Madrid             |
| 23 ESCUELA UNIVERSITARIA DE ESTADÍSTICA      | Avda. Puerta de Hierro, 9 | 83 133 162 601 621 622 623 624 625 627 628 629 651 651A 652 653 654 655 656 656A 657 657A 658 |                      | Madrid             |
| 4291 PARANINFO-AV. COMPLUTENSE               | Profesor Aranguren, s/n   | F                                                                                             |                      | Madrid             |
| 5142 AV. COMPLUTENSE-CIUDAD UNIVERSITARIA    | Avda. Complutense, 1      |                                                                                               | Ciudad Universitaria | Madrid             |